# Diaspora
Diaspora je skupina oseb z isto etnično ali versko pripadnostjo, ki živi kot priznana manjšina v deželi, kamor se je preselila iz domovine zaradi ideoloških razlogov ali ki je bila prisilno izgnana iz rodnih krajev. Zaradi nepravilne interpretacije besede s strani medijev, danes označujemo z izrazom diaspora tudi izseljevanje kot tako. Beseda se včasih uporablja celo za odnose med begunci in matico ter za ozemlje, na katerem se migranti ustavijo.

## Pomen besede
Prvič se je beseda diaspora uporabila v grškem prevodu biblije, kjer je zapisano "esē en diaspora en pasais tais basileiais tēs gēs" (in se razpršili po vseh deželah sveta). Za poznejše razlagalce svetega pisma je bila torej vsaka skupina Judov (razpršena) izven domovine – diaspora. Kot primer se navajata zgodovinski judovski diaspori iz leta 586 pr. n. št. (babilonska sužnost) in iz leta 70 n. št. (požig jeruzalemskega templja). Prvotna grška beseda διασπείρω, dobesedno posejati, se je nato splošno uporabljala za vsak narod ali velik del nekega naroda, ki se je bil prisiljen odseliti in se razpršiti po svetu. Diaspore so nastale, ko so se skupine iste verske ali etnične pripadnosti uveljavile kot manjšina v tujem okolju. Značilno za pripadnike diaspore je bilo hrepenenje po povratku in istočasno zavedanje, da povratek ni mogoč. 
Po drugi svetovni vojni, ko je nastajala tretja judovska diaspora, se je začela beseda uporabljati tudi kot sopomenka za izseljevanje samo. Tako so danes poznane na primer armenska diaspora po turških pobojih v začetku dvajsetega stoletja, ali tibetanska diaspora po kitajskem prevzemu oblasti leta 1959. V obeh primerih je s tem mišljeno preseljevanje in ne skupnost beguncev. Taka uporaba besede diaspora je danes splošno sprejeta in nekateri teoriki celo zavračajo njen prvotni pomen. .
V času večjih izseljenskih valov proti Amerikam (19. – 20. stoletje) so se ustanavljale diaspore različnih evropskih narodov, tako na primer irska ali italijanska, ki so se razlikovale od zgodovinskih selitev, ker so ostale v stiku z domovino, predvsem s pošiljanjem denarja, s katerim naj bi si svojci plačali pot v novo domovino. Večinoma je ta denar zares omogočil celim družinam, da so se združile z izseljencem, ki je prvi tvegal srečo preko oceana, a velikokrat se je zgodilo, da do tega ni prišlo in denarne pošiljke so postale nekakšna "odkupnina": izseljenec je skrbel za preživetje družine, medtem pa si je ustvarjal novo družino v Ameriki. V teh primerih se svojci sploh niso več želeli seliti. Denarni prispevki pa so v matični domovini igrali pomembno vlogo v državnem gospodarstvu, tako da so bile priznane kot diaspora samo tiste izseljenske ustanove, ki so uradno ali posredno pošiljale ekonomsko pomoč v rojstni kraj. Ta raba besede je danes za večino izvedencev nesprejemljiva. 
Po Slovarju slovenskega knjižnega jezika je diáspora narodnostna ali verska skupnost, ki živi raztresena na ozemlju druge narodnosti ali vere, se pravi, da v slovenščini beseda pomeni skupnost ljudi  in še ni sopomenka za preseljevanje, izgon ali odselitev. V raznih drugih jezikih se pomena prekrivata.

## Različne diaspore
Evropska diaspora

Evropska zgodovina vsebuje številne diaspora podobnih dogodkov. Nekoč se je s trgovanjem in kolonizacija dejavnostjo grških plemen z Balkana in Male Azije širila grška kultura, vera in jezik okoli Sredozemlja in Črnega morja. Grki so v tistem času ustanovili preko 400 kolonij.

Lahko omenimo tudi špansko ekspedicijo in Columba, ki je leta 1492 dosegel Ameriko, po kateri se je evropsko raziskovanje in kolonizacija
hitro razširila.

Posebni primer je irska diaspora v 19. stoletju. Ocenjujejo, da se je med 45 % in 85 % prebivalcev Irske izselilo v Anglijo, ZDA, Kanado, Argentino, Avstralijo in Novo Zelandijo.

Afriška diaspora

Ena od največjih diaspor pred sodobnega časa je bila afriška diaspora, ki se je začela v 16. stoletju, ko je od 9,4 do 12 milijonov ljudi iz zahodne in južno-vzhodne Afrike prišlo na zahod kot sužnji.

Azijska diaspora

Največje izseljevanje Kitajcev se je začelo v 19. stoletju in trajalo do leta 1949 zaradi vojn in lakote v celinski Kitajski, pa tudi zaradi politične korupcije. Največ priseljencev je bilo slabo izobraženih in nepismenih kmetov, ki so se priselili v države v razvoju kot je Amerika, Avstralija, Afrika ...

Največja azijska diaspora pa prihaja iz indijske diaspore, od koder naj bi se izselilo več kot 25 milijonov ljudi, ki so danes po celem svetu.